# Pachytrachis
Pachytrachis is een geslacht van rechtvleugeligen uit de familie sabelsprinkhanen (Tettigoniidae). De wetenschappelijke naam van dit geslacht is voor het eerst geldig gepubliceerd in 1940 door Uvarov.

## Soorten
Het geslacht Pachytrachis omvat de volgende soorten:
- Pachytrachis bosniacus Messina, 1979
- Pachytrachis frater Brunner von Wattenwyl, 1882
- Pachytrachis gracilis Brunner von Wattenwyl, 1861
- Pachytrachis striolatus Fieber, 1853
- Pachytrachis tumidus Ingrisch & Pavicevic, 2010